# Sundhedspersonalets videreuddannelseslov
Lov om sundhedspersonalets videreuddannelse (i daglig tale blot sundhedspersonalets videreuddannelseslov) var indtil 1. januar 2007 den lov, hvori autoriserede sundhedspersoners videreuddannelsesbestemmelser var beskrevet.
1. januar 2007 blev Sundhedspersonalets videreuddannelseslov afløst af Autorisationsloven – lov om autorisation af sundhedspersoner og om sundhedsfaglig virksomhed – hvor sundhedspersoners videreuddannelsesbestemmelser samt virke og autorisation beskrives.

## Eksterne kilder og henvisninger
- Bekendtgørelse af 22. december 1993 af lov om sundhedspersonalets videreuddannelse (gældende indtil 1. januar 2007)
- Bekendtgørelse af 22. maj 2006 af lov om autorisation af sundhedspersoner m.m. (gældende siden 1. januar 2007)